# 麗紋細鯽
麗紋細鯽（学名：Aphyocypris pulchrilineata），為輻鰭魚綱鯉形目鲴科細鯽属的其中一種。分布於亞洲廣西壯族自治區都安縣澄江流域，本魚體側扁，前腹圓，口亞上位，口裂小，眼大，體被小圓鱗，無處鬚也無側線，背鰭軟條7枚，臀鰭軟條7枚，腹部從腹鰭基部至肛門具腹棱，尾鰭分叉，體背部褐色，體側中央有一條黑色縱紋，另沿臀鰭基部亦有一條黑色縱帶，腹部銀白色，各鰭透明，體長可達3.5公分，主要棲息植物生長的溝渠、溪流、水塘，生活習性不明。